# Juan Asensio (crítico literario)
Juan Asensio, es un crítico literario y polemista francés. Nació el 18 de marzo de 1971 en Lyon.

## Biografía
Después de cursar estudios en el colegio Sainte-Marie hasta la clase de khâgne, se inscribió en los cursos de doctorado en la universidad de París X Nanterre para llevar a cabo una investigación, abandonada antes de finalizarla, sobre la figuración del demonio en las novelas de Georges Bernanos, Julien Green y François Mauriac. Colaboró también, durante los años 90, con la revista monárquica Immédiatement mientras cursaba estudios de Filosofía y Letras en la universidad Jean Moulin Lyon III. 
Desde su llegada a París en el año 2000 hasta el 2007, trabajó en una sociedad bursátil como redactor y supervisor de redacción en el departamento de análisis financiero, mientras se consagraba a sus actividades literarias, principalmente la escritura y publicación de un ensayo sobre la obra de George Steiner (La Parole souffle sur notre poussière, L’Harmattan, 2001), una recopilación de textos consagrada al estudio de lo demoníaco en la literatura (La Littérature à contre-nuit, A Contrario, 2005, edición corregida y aumentada editada por Sulliver, 2007) y la creación de su bitácora “Stalker. Dissection du cadavre de la littérature”).

## Actividad literaria
Gran admirador de Georges Bernanos, ha escrito en diversos semanarios y revistas, como Valeurs actuelles, L’Atelier du roman, Contrelittérature, Les Études bernanosiennes, Nunc, Immédiatement, Cancer!, Les Provinciales y La Sœur de l’Ange. Fue también miembro de las revistas Esprits Libres, dirigida por Natalie Sarthou-Lajus y Chantal Delsol, y Libres, dirigida por Raphaël Dargent. Fue cofundador de Dialectique y Les Brandes, revista de la que fue el único redactor.
Ensayista, busca una literatura trascendente, en una relación conflictiva con la mayoría de sus cofrades contemporáneos, que califica de cacógrafos. Ha participado también en el número del Cahier de l’Herne dedicado a George Steiner (sobre cuya obra su ensayo es el único disponible en francés) y en los números de Dossiers H dedicados a Pierre Boutang y a Joseph de Maistre. 
Desde marzo de 2004, Juan Asensio anima bajo el seudónimo de Stalker (título de una película de Andrei Tarkovski) un blog en el que, asumiendo un papel de analista, hace una disección del cadáver de la literatura.

## Publicaciones

### Libros
- Essai sur l’œuvre de Georges Steiner. La Parole souffle sur notre poussière, L’Harmattan, 2001.
- La Littérature a contre-nuit, ensayos sobre lo demoníaco en la literatura (Trakl, Bernanos, Hello, Rops, Goya, Gadenne, Sábato, McCarthy, De Maistre, etc.), A Contrario, 2005, nueva edición: Sulliver, 2007.
- La Critique meurt jeune, Le Rocher, 2006, (ensayos sobre Scholem, Steiner, Dantec, Bernanos, Bloy, Dick, Broch, Faulkner, Tarkovski, Boutang, Dostoievski, Conrad, etc.).
- Maudit sois Andreas Werckmeister!, Éditions La Nuit, 2008.
- La Chanson d’amour de Judas Iscariote, Cerf, 2010.
- Le temps des livres est passé, 2019.

### Prefacios
- Georges Bernanos, L'Imposture, Bordeaux, Le Castor astral, 2010, 302 p. (ISBN 978-2-85920-823-3).
- Michel Bernanos (postface Dominique de Roux, ill. Jean-Michel Perrin), La Montagne morte de la vie, Talence, L'Arbre vengeur, 2017, 222 p. (ISBN 979-10-91504-46-1).
- George R. Stewart, La Terre demeure, Lyon, Fage, 2017 (ISBN 978-2-84975-492-4).
- Serge-Simon Held, La Mort du fer, Talence, L'Arbre vengeur, 2019, 426 p. (ISBN 978-23-79410-04-8).
- Ernesto Sabato, Hommes et engrenages, R & N, 2019.

### Publicaciones en las que ha colaborado
- Dossier H sobre Pierre Boutang, bajo la dirección de Antonie-Joseph Assaf, L’Âge d’Homme, 2002.
- Cahier de l’Herne sobre George Steiner, bajo la dirección de Pierre-Emmanuel Dauzat, L’Herne, 2003.
- Dossier H sobre Joseph de Maistre, bajo la dirección de Philippe Barthelet, L’Âge d’Homme, 2005.
- Vivre et penser comme des chrétiens, bajo la dirección de Jacques de Guillebon, A Contrario, 2005.
- Estodos em torno de Georges Steiner, bajo la dirección de Ricardo Gil Soeiro, Roma Editora, 2009.